# Eudonia melanaegis
Eudonia melanaegis là một loài bướm đêm trong họ Crambidae.